# Jaciment arqueològic de Sant Gregori
L'Abric  de Sant Gregori és un jaciment que es troba a Falset (Priorat), inclòs a l'Inventari del Patrimoni Arqueològic i Paleontològic de Catalunya.
Ha sigut durant molts segles un assentament de tribus prehistòriques que ocupaven abrics naturals oberts en les sorrenques. És probable que aquests habitants ampliessin i protegissin l'abric amb parets de pedra tosca, fang i pells; i que hi afegissin cobertes de fang i branques. A més reuneix les condicions d'un hàbitat prehistòric de primer ordre, on fa fred a l'hivern però que té un gran domini del territori. Aquest assentament està constituït per 14 metres d'amplària, 3 d'alçària i 4 de fondària, en la balma.

## Situació geogràfica i geològica
El jaciment de Sant Gregori està situat a uns dos quilòmetres al nord-oest de Falset, a un abric format en un penya-segat, de conglomerats i sorrenca vermells. Està situat sota l'Ermita de Sant Gregori de Falset, tocant el primer tomb del camí quan aquest comença a ascendir en fortes ziga-zagues a mà dreta, trencant a Ponent. Es troba a una balma i com tota la cinglera, està formada per sorrenques roges del triàsic inferior o vosgià. Les restes d'aquesta població primitiva arriben fins a Sant Cristòfol i fins al peu de la Serra de Rocamora. S'estén per tota la falda i l'esplanada inferior.

## Descobriment i historiografia
Aquest jaciment va ser descobert per Salvador Vilaseca i Anguera, quan va trobar algunes restes arqueològiques a la zona, per casualitat. Des de llavors s'han anat fent diverses excavacions. Una el 1932-1936 per part del mateix Salvador Vilaseca, tot i que ja n'havia fet alguna anteriorment al 1928. Una altra el 1987 duta a terme per Fullola, i una altra el 1988-1989 per Maria Adseries, Teresa Rodon i Ramón Viñas.
S'hi han trobat peces de ceràmica de l'Eneolític, del tipus vas campaniforme, decorades amb línies horitzontals formant faixes, ziga-zagues, sanefes de clotxetes… El conjunt de peces trobades –lítiques, òssies i ceràmiques– és de 2928 i sobretot s'han trobat fora de l'abric, a la superfície.

## Descripció, estratigrafia
Es tracta d'un jaciment de tipus abric. On hi havia un poblament que aprofitava els abrics i la posició i vegetació del lloc per a construir les seves estructures, tant en l'ampliació i reaprofitament de l'abric com amb cabanes al llarg de l'esplanada. També hi trobem un taller de sílex, molt important, relacionat amb els seus habitants.
La indústria dels nivells inferiors de l'abric de Sant Gregori data de l'aurinyacià. A la base conté peces d'època mosteriana. Com les puntes i els esclats de retocs unifacials, i els esclats levallois que persisteixen en els nivells mitjans. No es troben puntes châtelperronianes de l'aurinyacià inferior, però sí petites formes quasi equivalents i també base de fulles i puntes de dors recte rebaixats i semblants a les de l'aurinyacià superior a Europa.
Estratigràficament, Sant Gregori està dividit en tres grans paquets sedimentaris: superior, mitjà i inferior; que a la vegada estan subdividits de dos en dos de forma artificial, estan numerats de baix a dalt, formant sis divisions. La datació dels elements lítics retocats, la tecnologia emprada, els retocs… tot feia pensar en uns moments preneolítics amb unes dates de Paleolític superior (10.000 ANE) i l'aparició del Neolític (6.500 ANE).
- Al nivell 1, que és el nivell més primitiu, trobem elements mosterianes o de tradició mosteriana. Abunden els raspadors: sobre fulles llargues, raspadors de doble burí amb angle en taló, dos raspadors naviformes, petits raspadors nucliformes, dentats, unes raclettes, perforadors en un extrem de la fulla. També s'ha trobat un fragment d'os amb incisions longitudinals i obliqües, i un còdol de quarsita tallat, i un altre amb un forat.
- Al nivell 2, es van trobar un compressor de pissarra i dos còdols de quarsita treballats. Aquí es va trobar la pissarra amb el dibuix de la cérvola. També s'hi ha trobat raspadors de diferents tipus com en el nivell anterior i algun os amb incisions obliqües paral·leles.
- Al nivell 3, s'hi ha trobat fulles senzilles com en tots els altres, ascles laminars, raspadors en fulla retocada o en ascla grossa o curta, i una mateixa freqüència de fulles i puntes de dors. Un prisma de cristall de roca i un molar inferior d'ovis.
- Al nivell 4, en aquest nivell trobem raspadors enterament retocats i d'altres tipus, fulles amb retoc marginal continuo, fulles i puntes en el dors.
- Al nivell 5, és un nivell ja mesolític, hi apareix una indústria típicament microlítica, caracteritzat pels raspadors discoïdals i piramidals en miniatura, puntes de dors rebaixat, laminetes de dors truncat, diminuts segments de cercle en el dors amb un fi retoc abrupte, un microburí. Tot i així continuen els tipus dels nivells anteriors.
- Al nivell 6, i el més tardà, aquí hi ha ceràmica de pasta vermella i ben cuita, alguns còdols tallats i alguns raspadors.[2]

## Troballes més destacades

MAC-BCN Troballes del Paleolític superior final. Sant Gregori (Falset). 15 Reproducció d'un fragment de pissarra. 16 Fulles de sílex. 17 Gratadors de sílex. 18 Nucli de sílex

Com a troballes destacarem dos plaquetes de pissarra amb gravats que s'hi han trobat:
El dia 26 de desembre de 1932, Salvador Vilaseca va trobar una llicorella de 71x6x9 mm. Una plaqueta amb la imatge d'una cérvola que mira cap a l'esquerra, no gaire gran. Està molt ben dibuixada amb un traç profund i força realista, tot i que té el coll una mica massa llarg. La línia del contorn es precisa, exceptuant una lleugera rectificació prop de l'anca. Està feta amb un sol traç en cada part del perfil. És d'època magdaleniana tot i que alguns investigadors van considerar-la més antiga, dins del Paleolític superior, els estudis més recent la situen en l'Epipaleolític i la daten del 8000 aC.
Una segona plaqueta trobada per Miquel Aznar a mitjans dels 80. Va ser una troballa superficial i accidental. Es tracta d'un tros de pissarra trencada en dos fragments amb línies diverses que mostren elements decoratius. Les línies més fines que hi ha formen el dibuix d'una cérvola com en el cas de la plaqueta anterior, però al costat hi trobem unes figures amb un traç més fi i menys realista, d'un bòvid amb un banyam en forma de lira i simètric, que sota del seu coll té representada la imatge d'un possible cap de cavall. És de la mateixa època que l'anterior plaqueta.

## Context cultural, mediambiental, ecològic, social i ideològic
En aquest territori l'hivern és fred, però tenia un gran nombre d'abrics naturals, aigua abundant i una ufanosa vegetació amb una abundant caça. Des de la seva situació privilegiada, dalt de la muntanya, es domina una esplanada que hi ha al davant de la balma principal. Allà hi havia un bosc amb una confluència de corrents naturals que deurien formar un estany amb molta pesca, al voltant del qual els habitants de l'època haurien establert les seves cabanes durant l'època calorosa de l'any. Aquest assentament de més d'un quilòmetre hauria sigut residència d'un grup neolític no gaire gran, i hauria format part d'una cadena de tallers de sílex.
Des de Ribera d'Ebre i Gaià s'han trobat diferent tallers de sílex, que han anat constituint una veritable zona industrial, la més primitiva de Catalunya, on s'hi han trobat sílex retocats del Paleolític, Mesolític i Eneolític, entre altres restes d'altres èpoques, com destrals de basalt, moles de mà… És el més important dels tallers de tota la sèrie, i té un interès especial per la prehistòria de la nostra terra i del Llevant peninsular. Té un km i mig de fondària i presenta una successió material molt precisa.